# Jean-Baptiste Barla
Pour les articles homonymes, voir Barla (homonymie).
Jean-Baptiste Barla, né le 3 mai 1817 à Nice (alors province de Nice du royaume de Sardaigne) et mort le 6 novembre 1896 à Nice (Alpes-Maritimes, France), est un naturaliste niçois.

## Biographie
Fils et petit-fils de commerçants fortunés, Jean-Baptiste Barla s'intéresse dès son enfance à l'histoire naturelle. Il fut l'élève d'Antoine Risso et il commença par s'intéresser à la flore de la région. Par la suite, il se passionne pour la mycologie et publie dès 1855 son premier ouvrage. D'autres travaux sur les orchidées et sur la flore de Nice et des Alpes-Maritimes suivront cet ouvrage.
En 1865, il prend la direction du Muséum d'histoire naturelle de Nice qu’il avait fondé avec son collègue Jean-Baptiste Vérany.
Il rejoint la Société mycologique de France et publie régulièrement dans son bulletin dès 1885.

## Postérité

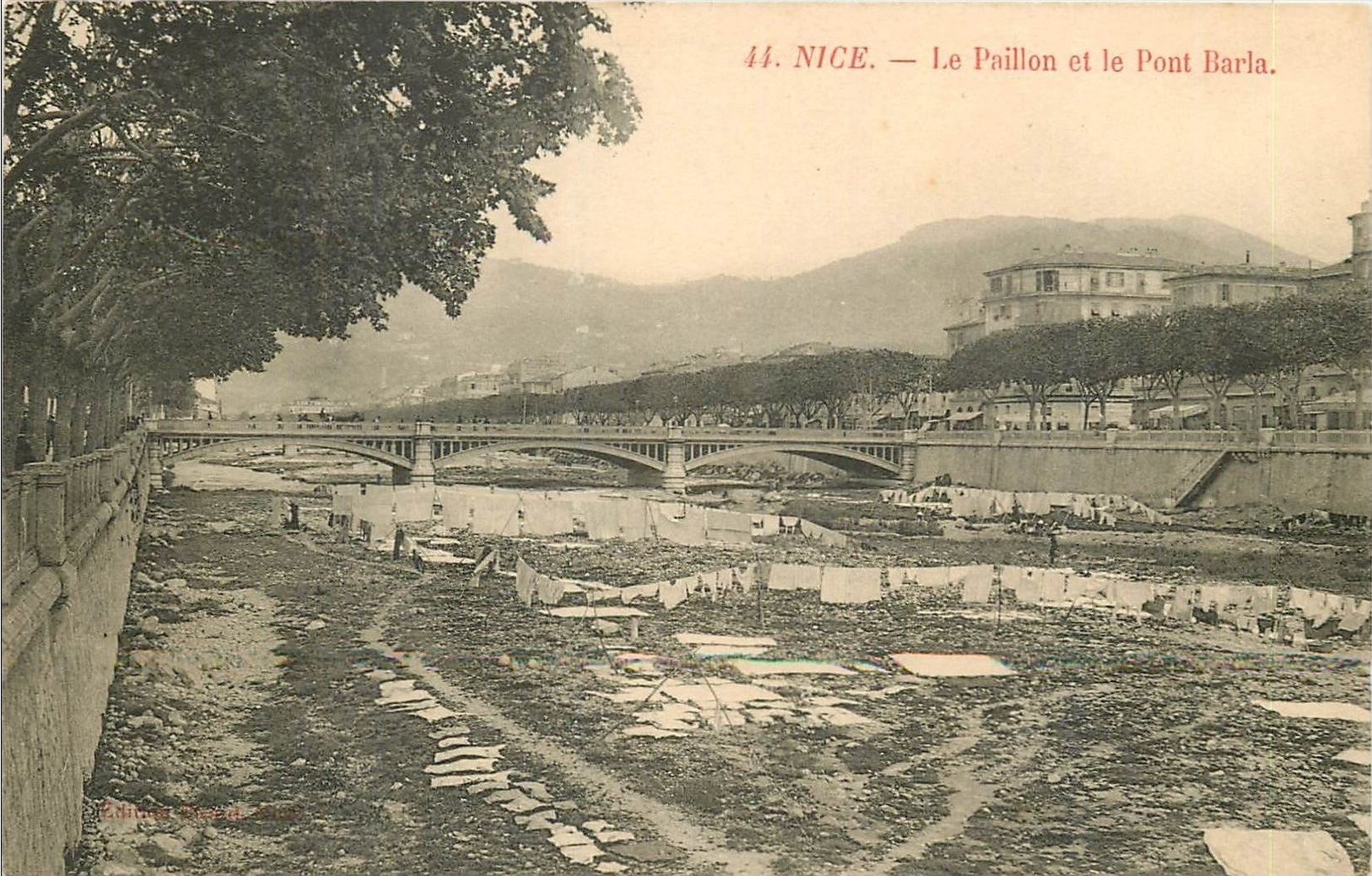
Le pont Barla à Nice vers 1900

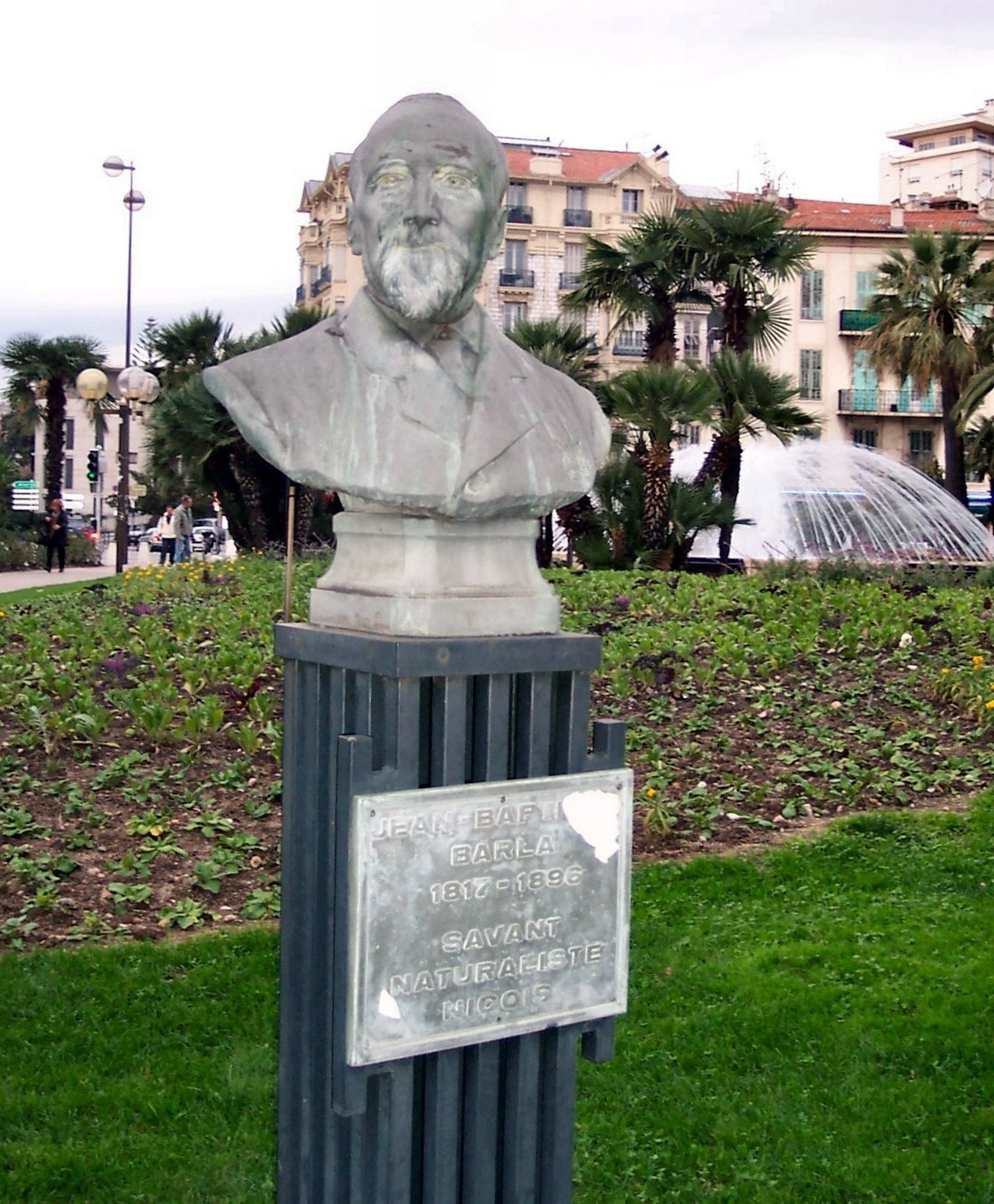
Buste de Jean-Baptiste Barla, à l'emplacement de l'ancien pont

La ville de Nice a hérité d'une grande partie de ses biens, parmi lesquels le bâtiment du Musée d'histoire naturelle.
En hommage à Jean-Baptiste Barla, la ville a donné son nom à un pont (démoli en 1972) et à une rue.

## Œuvres

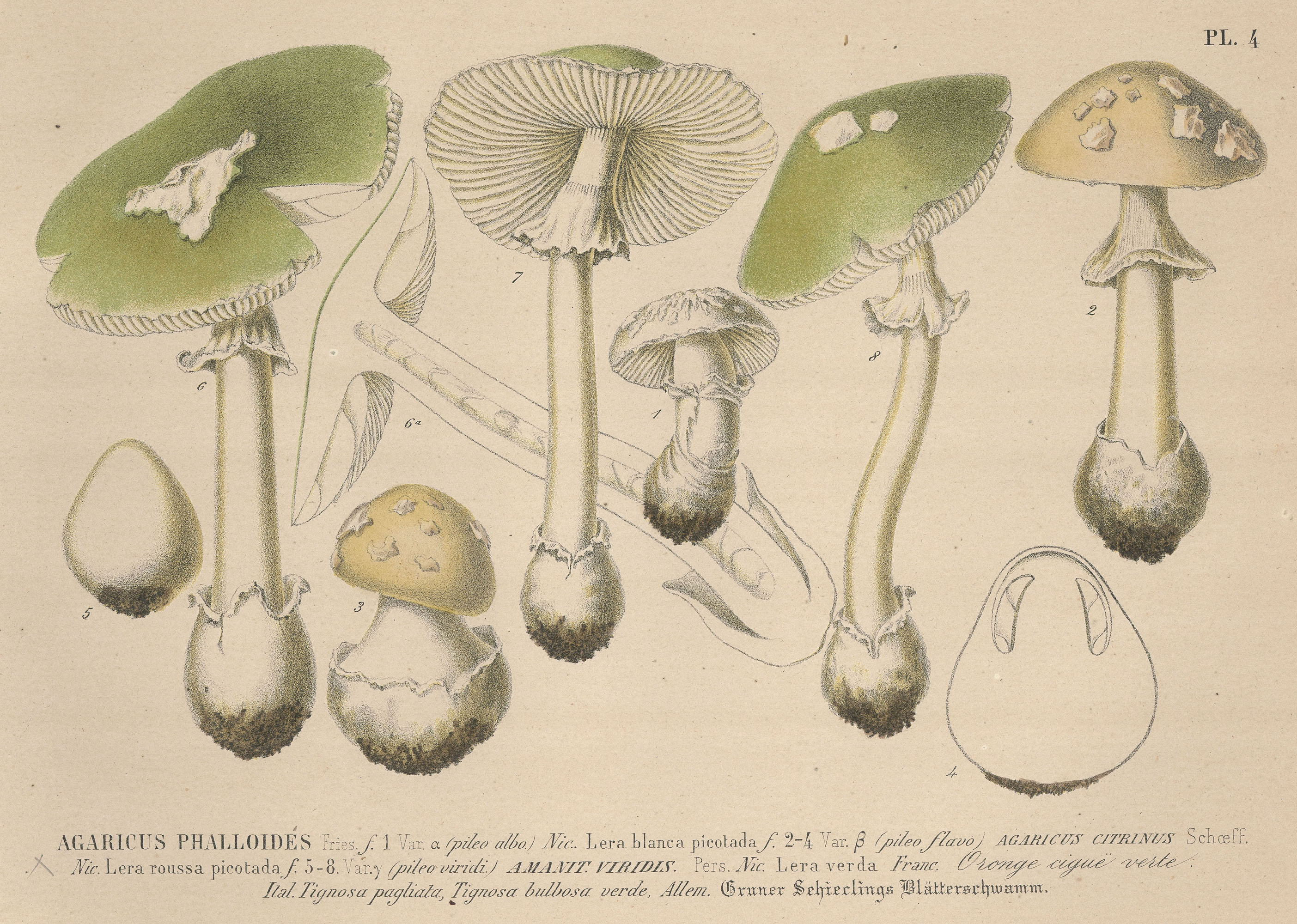
Planche Agaricus issue de Les champignons de la province de Nice (1859)

### Publications
- J. B. Barla, Aperçu mycologique et catalogue des champignons observés dans les environs de Nice, Nice, Canis Frères, 1858, 62 p. (lire en ligne)
- J. B. Barla, Tableau comparatif des champignons comestibles et vénéneux de Nice, Nice, Canis Frères, 1855
- J. B. Barla, Champignons de la province de Nice et principalement les espèces comestibles, suspectes ou vénéneuses, Nice, Canis Frères, 1859, 158 p.
- J. B. Barla, Flore illustrée de Nice et des Alpes-Maritimes : Iconographie des orchidées, Nice, Caisson et Mignon, 1868
- J. B. Barla, Description et figure du Xanthium spinosum : Lampourde épineuse spécifique contre l’hydrophobie, Nice, Caisson et Mignon, 1876
- J.-B. Barla, « Liste des champignons nouvellement observés dans le département des Alpes-Maritimes », Bulletin de la Société mycologique de France, no 1,‎ 1885, p. 189-194
- J.-B. Barla, « Liste des champignons nouvellement observés dans le département des Alpes-Maritimes », Bulletin de la Société mycologique de France, no 2,‎ 1886, p. 112-119
- J.-B. Barla, « Liste des champignons nouvellement observés dans le département des Alpes-Maritimes », Bulletin de la Société mycologique de France, no 3, 2e fascicule,‎ 1887, p. 138-144 (lire en ligne)
- J.-B. Barla, « Liste des champignons nouvellement observés dans le département des Alpes-Maritimes », Bulletin de la Société mycologique de France, no 3, 3e fascicule,‎ 1887, p. 195-214 (lire en ligne)

### Moulages de champignons
Jean-Baptiste Barla est également le créateur d'une collection de quelque 3 000 moulages de champignons en plâtre, ou parfois en cire ou en papier mâché, conservés au muséum d’histoire naturelle de Nice, avec les moules utilisés pour les produire.